# Eduardo González Viaña
Eduardo González Viaña (Chepén, Perú, 13 de noviembre de 1941) es un escritor, catedrático, periodista y diplomático peruano, autor de novelas, cuentos y artículos periodísticos. Es también un activista que presenta sus libros y da conferencias en universidades, teatros y otros centros culturales y laborales de los Estados Unidos donde defiende el derecho de los inmigrantes hispanos a vivir en ese país y a conservar la magia de hablar español. En 1993, comenzó a trabajar como catedrático en Western Oregón University y desde 2015, es Emeritus Professor de la misma casa de estudios. También ha sido profesor visitante en otras universidades como U.C. Berkeley, Dartmouth College, UIC de Barcelona, Willamette University y colaborador de honor de la Universidad de Oviedo. Su novela El corrido de Dante es considerada un clásico de la literatura de la inmigración y obtuvo el Premio Latino Internacional 2007 de los Estados Unidos. 
Libros suyos se encuentran en Losada, Grijalbo, Alfaguara, Planeta, Fondo de Cultura Económica, Achawata, así como en editoriales universitarias e institucionales como el Congreso de la República del Perú, Universidad César Vallejo, etc. Varias de sus novelas se ocupan de personajes centrales de la literatura y la historia peruanas: Ramón Castilla, Sarita Colonia, César Vallejo, el Inca Garcilaso de la Vega, José María Arguedas, Ciro Alegría. Su novela El largo camino de Castilla (2020) relata un episodio de la vida juvenil de este personaje de la historia peruana que tiempo después, como presidente, aboliría la esclavitud y fundaría las primeras instituciones de la república. Integrado Ramón Castilla al ejército español desde que tenía 15 años de edad, participó de las derrotas de éste, fue prisionero de guerra en Buenos Aires y después, fugado al Brasil completaría durante 8 meses un largo recorrido a pie a través de la selva amazónica para reintegrarse en el Perú a las armas del rey. ¿Después de esa hazaña, qué lo haría cambiar de bandera y convertirse en prócer de la independencia americana? González Viaña desarrolla el tema con páginas que en momentos son las de una novela de aventuras y en otros instantes evocan las páginas del Evangelio que narran la conversión de Saulo.
Editada esa obra casi al mismo tiempo en Lima, Canberra, Australia, y Boston, Estados Unidos, el autor fue galardonado con los premios de “Escritor del Bicentenario” (Boston 2020) y “Escritor de Trujillo y La Libertad” (Trujillo 2020).
Kutimuy, Garcilaso (Lima, 2021) es una novela sobre la vida del Inca Garcilaso de la Vega, a quien se considera como “el primer mestizo biológico y cultural de América. Hijo de un conquistador español y una princesa inca, este escritor redactaría en Córdoba, España, los Comentarios Reales, una obra publicada en 1609 que revela la historia, la organización, las grandezas milenarias del imperio inca y, al mismo tiempo, expresa la milagrosa conjunción de patrias y destinos y el cantar de gesta de una nación.
Al llegar a España en 2021 como Agregado Cultural del Perú, González Viaña recibió el homenaje de su otra patria, como considera a Asturias, en noviembre, cuando los asturianos pusieron su nombre a la Feria cultural de Cudillero, la más conocida del Principado. 
En ese evento, los nominados deben escribir las páginas de un libro, y en las que le correspondía, el escritor imaginó que caminando desde un puerto de la costa del Perú se había extraviado y al pasar una curva había pasado del Pacífico al Cantábrico para llegar a Cudillero. «Cudillero [escribió]  me hace confesar que mi trabajo, en uno y otro lado del mundo, ha sido siempre indesligable de mi completa adhesión a la causa de los que padecen y de los que pelean por amor a la justicia. Y entre todos los bienes terrenales, la grandeza moral es lo que más me importa, y solo quiero ser en esta vida un hombre decente.»
Artista múltiple, González Viaña ha incursionado también en la canción y la composición musical. Con su marinera “Chepén, madre de arena”, congregó a miles de habitantes de su pueblo de nacimiento, Chepén, y los invitó a bailar.
González Viaña escribe el Correo de Salem, una columna periodística que se publica en América y España. Intelectual comprometido con un humanismo solidario y respetuoso de la libertad y de la naturaleza. Desde 2015, este escritor es Miembro de Número de la Academia Norteamericana de la Lengua Española (ANLE) y Correspondiente de la Real Academia Española (2) al igual que Miembro Correspondiente de la Academia de la Lengua del Perú desde 2004.
Su novela El camino de Santiago fue considerada por el jurado como uno de los tres mejores libros presentados en el Premio de Novela Planeta 2016, el concurso literario más dotado en el mundo de habla castellana.
Con La frontera del paraíso (2018), continúa brillantemente una saga de novelas dedicadas al tema de la inmigración en Estados Unidos.
González Viaña podría considerarse como legatario consecuente de la generación de intelectuales, llamada Grupo Norte que se formara en la ciudad de Trujillo en la primera mitad del siglo XX.

## Biografía

### En una bahía del desierto peruano
Eduardo González Viaña nació en Chepén, en la Región La Libertad de la costa norte peruana lugar en donde la familia de su madre de orígenes navarros y asturianos se había asentado hacía ya varios años. Fue el segundo hijo del matrimonio del Dr. Eduardo González León y doña Mercedes Viaña Hora. Del matrimonio González-Viaña, Eduardo tiene dos hermanas, Mercedes y Pilar. Vale recordar que dentro de su familia se leía bastante y que cuando niño el pequeño Eduardo se sentía influido por los discursos de su padre, un abogado brillante, las lecturas de su abuelo o los comentarios e historias de sus tías. En el vecino puerto, Pacasmayo, discurrieron su infancia y su adolescencia, y ello daría el fondo marino de su primer libro de cuentos, Los peces muertos, así como la entrañable nostalgia por el norte peruano que es ostensible en toda su obra. Sus estudios escolares los realizó en su ciudad natal y en el Colegio Seminario San Carlos y San Marcelo de Trujillo.
Tal vez el recuerdo más terco, el que más se repite en sus libros de memorias -los "Correos"- es la ciudad de Trujillo, que lo cuenta entre sus naturales y residentes más notables, y la Universidad Nacional de Trujillo en la cual se graduaría de abogado y haría estudios doctorales de literatura. Como dirigente estudiantil en ese claustro, destacó por una oratoria tan elegante como demoledora puesta al servicio de las causas populares y los derechos humanos como lo habría hecho su padre don Eduardo González León.

### La continuación del grupo “Norte” y de Vallejo
González Viaña significa la continuación y el coronamiento espléndido de una eclosión literaria surgida en el norte del Perú que haría de Trujillo, a lo largo del siglo, el lugar donde surgen figuras universales de la literatura peruana como es el caso de Ciro Alegría y César Vallejo. En las primeras décadas, ellos se expresaron al frente de un grupo literario llamado "Grupo Norte". Tiempo después, "Trilce", el grupo de EGV, sería directo sucesor de aquel.
Antenor Orrego, amigo y mentor de César Vallejo lo diría así en una reunión con los entonces jóvenes trilcistas. Más aún, al imberbe y preguntón Eduardo le pronosticó que estaba destinado a escribir una novela sobre Vallejo y los suyos. En el 2008, con “Vallejo en los infiernos”, González Viaña cumplió el encargo.
Muy temprano, a los 26 años, su colección de relatos Batalla de Felipe en la casa de palomas lo haría merecer el Premio Nacional de Fomento a la Cultura "Ricardo Palma"- el galardón más importante de literatura peruana- y la publicación de ese libro en la, por entonces, primera casa de libros del mundo hispano, la editorial Losada de Buenos Aires. Identificación de David, una novela publicada en 1974 lo haría ganador del Premio Nacional de Novela "Universo".
Luego, una permanencia en Europa por 6 años se expresaría en una profundización de sus estudios de lingüística y literatura en España y de etnología en la École des Hautes Études en Sciences Sociales de París. El periodismo, una actividad que ha cultivado todo el tiempo, lo llevaría a diversos escenarios de guerras en el África y a ser testigo presencial en Irán de la caída del Shah y el inicio de la revolución fundamentalista. Según se cuenta, fue allá para estar dos días y se quedó varios meses porque su llegada coincidió con la del Ayatolá. Tan solo saldría de allí un semestre después, en una aventura cinematográfica, luego de salvar la vida de su amigo Teodoro Rivero-Ayllón a quien los guardias musulmanes estaban a punto de fusilar.

### Ayudante de un chamán
En los años 80, su literatura se orientaría resueltamente hacia el tema antropológico. Aunque residente en Francia, viaja al Perú y, cerca de Trujillo, inicia una conversación con un asombroso chamán llamado Eduardo Calderón Palomino, El Tuno. El diálogo dura seis meses y ha de ser la causa de un libro y de un cambio en su vida.
“Lo considero una iniciación” dijo González Viaña. “Más que una revelación mística, abrí los ojos a las mágicas realidades del mundo andino. Entendí por qué razón nuestra vieja cultura había supervivido a los colonizadores y a la aniquilación globalizadora. Hallé que las entrañables utopías del ayer tenían poder que les dará duradera vigencia.”
“El maestro con espada estaba allí de espaldas a la noche. En la mesa de poder, los objetos representaban fuerzas y potencias de la naturaleza y de la gente ida. Mientras la luna se desplazaba de uno a otro lado del cielo, El Tuno desordenó el mundo y lo volvió a armar. Tuve la revelación de que ese hombre, heredero de la vieja sabiduría de los mochicas y chimúes, aunque pobre y habitante de una choza, iba a arreglar el universo. Ya era hora.”
"Habla, Sampedro. Llama a los brujos", 1979, esa conversación sería editada con éxito en la editorial Argos Vergara de Barcelona. Por su parte, "Sarita Colonia viene volando", la biografía soñada de una santa creada por el pueblo, sería su homenaje "a la santidad de los pobres" y un libro que ha sido considerado como una de las grandes novelas peruanas del siglo XX.
Walter Alva, el arqueólogo que descubrió la tumba del Señor de Sipán, un hallazgo comparable a los de los sepulcros faraónicos, dijo que este libro da las claves que proclaman la continuidad de esa Cultura_moche .  Sobre González Viaña, agrega que: “Como se pasa el fuego de una generación a otra, este hombre sabe entregar magia en un libro para quienes vengan mañana y después por todo el resto de los tiempos.”
Durante la década del 90, González Viaña reside en los Estados Unidos trabajando como catedrático en las universidades de Berkeley y de Oregón. Sus textos se orientan entonces a describir y celebrar la inmigración de los hispanoamericanos, según él: "la más grande y trascendente desde los tiempos en que los judíos caminaban hacia la Tierra Prometida. De este período proceden varios libros de ensayo y relato.
Su prosa ha sido calificada como una de las más elegantes del siglo. Según el crítico Ricardo González Vigil, fluye rítmica y encantatoria cual versos olvidados de las convenciones métricas." Por su parte, Bryce Echenique dice que "es una prosa tan perfecta que dan ganas de cantar mientras se lee". 
El premio internacional "Juan Rulfo" que organiza Radio France y se dirime cada año en París - acaso el más importante para el relato en lengua castellana en el mundo- le sería otorgado a comienzos de 1999. El cuento premiado- “Siete noches en California” – fue editado por Alfaguara en el libro “Los sueños de América”.

### En Estados Unidos, el derecho de vivir y de hablar en español
Aunque “Los sueños…” era solamente un libro, para González Viaña significó una poderosa arma para luchar en Estados Unidos por los derechos de los inmigrantes al trabajo, a la conservación de su lengua y su cultura, de felicidad y la vida. Para hacer énfasis, presentó el libro en pleno centro del puente internacional. 
“Los guardias fronterizos no lo podían creer. No sabían si detener a los manifestantes que colmaban el puente internacional que junta El Paso, Texas, USA y Ciudad Juárez, México. Por último optaron por sumarse y aplaudir la presentación de Los sueños de América (Alfaguara, 2000), un libro de relatos que testimonia la vida de los inmigrantes latinoamericanos en los Estados Unidos.”
“Casi en los mismos momentos en que los presidentes de USA y México se reunían para tratar, fundamentalmente, sobre el asunto de la inmigración, Eduardo González Viaña, catedrático universitario en Estados Unidos, dijo a la multitud que presenciaba el lanzamiento de su libro que «en un futuro muy próximo no habrá necesidad de pasar a este país como mojados o ilegales».
“Más tarde, González Viaña quien ganara el año pasado el Premio Internacional de Relato «Juan Rulfo», dijo a los periodistas que por cierto quería que su libro se vendiera, pero que estaba más deseoso de convencer a los inmigrantes latinos de que no son delincuentes, de que su ilegalidad terminará pronto y de que Estados Unidos necesita de los latinoamericanos tanto como nosotros necesitamos de este gran país».
«Washington tiene que comprender que globalización significa a la vez libertad en el flujo de capitales y mercancías como libertad en el paso de la fuerza de trabajo. Además, los inmigrantes latinoamericanos en este país hacen trabajos que no son aceptados por la gente de aquí, abaratan el costo de los productos alimenticios, pagan impuestos sin recibir beneficio alguno por eso y son sumamente importantes en el espectacular crecimiento de la economía. Alan Greenspan lo ha reconocido.»
De acuerdo con Isaac Goldemberg:
“No ha habido formidables lanzamientos ni primorosos catálogos para este libro, pero el autor invitó hace dos meses a dos amigos suyos a acompañarlo a El Paso, Texas, y allí, justo en el centro del puente internacional entre USA y México, hizo la presentación de Los sueños de América, congregó centenares de personas, interrumpió el tránsito durante dos horas y, durante ese tiempo, muchos sueños pasaron la frontera.”

### El reconocimiento en Estados Unidos
Al ser traducido al inglés el libro, viaja por universidades y teatros de todo el país y aprovecha para hablar de la necesidad norteamericana de legalizar a los inmigrantes. En El Nuevo Herald, 6 de sep. de 2005, Adriana Herrera dice de ese libro que:
“American Dreams" habla con humor, con inmensa ternura y aún mayor complicidad, de gentes que se arrojan a lo incierto para atravesar fronteras y que no terminan de llegar a la tierra a donde van, porque comprenden, una vez la han alcanzado, que sus equipajes son frágiles y que el viaje no termina nunca. En este libro que edita por primera vez en inglés "Arte Público Press", "University of Houston", publicado en español por Alfaguara y traducida por Heather Moore Cantarero, Viaña les otorga el don de la imaginación que multiplica las ramificaciones del destino y hace aparecer en las encrucijadas el azar perfecto o la risa liberadora.”
“American Dreams" incluye el cuento de Porfirio, un burro que puede amarse como a Platero y que además de saber leer, logra escabullirse de los agentes de inmigración, como por obra de magia, en este país donde no hay santos ni mucho menos espíritus. 
"Siete noches en California" ganó el premio Juan Rulfo de cuento por su capacidad de contener, en la ruta onírica de la huida de una mujer, el enorme peso del miedo y de la violencia afectiva. En "Usted estuvo en San Diego", el vecino de asiento de Hortensia Sierra cuidará de alguien que viene al costado de usted, sentado dentro del mismo mundo. 
"Los Sueños de América" alcanzó una cifra récord de ventas entre los libros de literatura en español. Pocos títulos encaran el tema de la inmigración con tanta cualidad poética como fina ironía, con similar humor y agilidad narrativa. 
Sus páginas graban en el lector, de un modo indeleble, los bosques de Oregón hasta donde llega una vieja mujer de complexión frágil a la que absolutamente nada puede detener en la búsqueda de una curación para su hijo; la oscuridad del océano donde incontables veces se ha llamado a la Virgen de la Caridad para que alumbre la travesía de los cubanos que buscan las costas floridanas; o las carreteras de Texas que los indocumentados siguen hacia el norte con la obstinación de quien persevera en una ruta donde acecha el acoso, para encontrar el punto de partida de una nueva historia. «Cuando uno vive perseguido, nada lo detiene. Puede uno encontrarse con la muerte en el camino o ser atravesado por un relámpago púrpura y continuar caminando como si no se hubiera dado cuenta». Por eso, María «puesta a escoger entre la libertad y el miedo, había escogido el amor y la libertad», escribe Viaña, quien asegura que «los que están cumpliendo su destino, caminan sin prisa, pero son incapaces de volver atrás».
Marie Arana, editora de la revista de libros del Washington Post, dijo de American Dreams que era «el más fabuloso conjunto de historias sobre la inmigración latinoamericana en los Estados Unidos. Quienes oigan esta noche a Viaña, que será presentado por la escritora Freda Mosquera, comprenderán por qué todos los latinos en Estados Unidos poblamos estas historias».

### Con Dante en los Estados Unidos
Premiada con máximos honores y considerada la mejor novela en español escrita en los Estados Unidos en el 2007, “El corrido de Dante” es la gran novela de la inmigración y al igual la mejor metáfora de ese fenómeno. Un inmigrante mexicano ilegal, Dante, va a viajar por todo el territorio estadounidense en una furgoneta en busca de su hija desaparecida. Lo acompaña el recuerdo de su fallecida esposa Beatriz. En el vehículo viaja con él un severo burro cuyo nombre es, por cierto, Virgilio. Muchos han reconocido en los personajes y en el viaje, el camino del poeta italiano a través de los círculos del infierno en pos de un paraíso que solo apenas se vislumbra.
La novela fue publicada primero en español e inglés en los Estados Unidos, Arte Público Press, University of Houston. Luego fue a las prensas en España, Alfaqueque Ediciones, e Italia, Gorée Edizioni, para después ser editada en Serbia por la editorial Mono i Manjana . En Latinoamérica, la editó Planeta.
"El corrido de Dante" ha sido traducida al italiano como La ballata di Dante por Lucía Lorenzini, la traductora de Borges. Esta novela ocasionó un récord de ventas en la feria de diciembre del 2007 realizada en Roma.

### Abogado de César Vallejo
Vallejo en los infiernos es la primera novela que se escribe sobre la vida del sobre el gran poeta César Vallejo. Aunque publicado en casi todas las lenguas de la tierra, poco se sabía de su propia vida mucho menos aún, de sus años juveniles en Trujillo (Perú), y de los meses que pasó en la cárcel de esa ciudad en 1920 que tanto influirían en su obra más importante - Trilce - y en la cual estuvo a punto de ser asesinado.
Sin perder el interés novelístico y el aliento poético que trasuntan sus páginas, la obra sigue el proceso judicial que ocasionó la carcelería. González Viaña, que también es abogado, desentrañó el expediente y demostró que todo era una aberración judicial y una trampa urdida por el juez y los enemigos del poeta para hundirlo en una prisión de donde esperaban que nunca saliera. La motivación política era clara. Se trataba de coaccionar e intimidar a los jóvenes universitarios -Vallejo, entre ellos- a quienes la bestial explotación de los indios y campesinos había llevado a posiciones revolucionarias.
Además de revelar documentos inéditos sobre la vida amorosa del poeta, la novela denunció el hecho de que si aquel hubiera regresado al Perú desde Europa, habría sido alcanzado por la trama del proceso y recluido en una cárcel sin término seguro. Hasta entonces, se suponía que su permanencia hasta la muerte en Francia había sido voluntaria. Ante la denuncia, la Corte Suprema del Perú inició una investigación sobre las actuaciones judiciales de 1920 que culminó con la plena reivindicación del autor de Los heraldos negros.
Un escritor peruano, Nicanor de la Fuente, Nixa, coetáneo de César Vallejo, de asombrosa longevidad, llegó a ser testigo y presentador del libro en su lanzamiento peruano. Con admirable lucidez, recordó al mismo tiempo sus días al lado del autor de Trilce y describió la obra que presentaba:
«La elegancia y la precisión de la prosa de González Viaña -acaso la más cuidada de nuestra actual literatura- se juntan con la arquitectura perfecta de una novela que nos hace adictos a su lectura y por fin nos junta en una permanente visión de incandescencia sin término.»

### Escribir para niños de 9 a 99 años
Invitado a participar en un vasto “Plan lector” que el Perú ha emprendido en estos años, González Viaña viaja a su país en 2010 para dar charlas de “incitación a la lectura” en decenas de escuelas y colegios del país durante cuatro meses. Por fin, decide escribir novelas que narren las experiencias de niños y adolescentes inmigrantes. “Maestro Mateo”, “¡Quién no se llama Carlos!” y “El lucero de Amaya”, publicadas entre el 2010 y el 2012 son el resultado de esa obsesión.
Gracias al tratamiento poético presente en toda su obra, esas obras- un éxito de lectura muy grande-  traslucen la originalidad y la frescura de estar siendo contadas por un adulto nostálgico y destinadas a ser leídas por niños “hasta los 99 años” como lo señala el editor.

### Un correo y un hombre en permanente campaña
Comenzó a publicar su columna periodística “Correo de Salem” en 1996. El correo electrónico, primero,  luego periódicos del Perú, Estados Unidos y España y por fin las redes sociales como Facebook le confirieron globalidad y le ganaron millares de lectores. La defensa de los derechos de los inmigrantes ha sido en ellos el tema más constante. Además del mismo, ha liderado intensas campañas políticas y por la plena vigencia de los derechos humanos. 
Por acuerdo multipartidario, el Congreso del Perú le confirió en 2009 la Medalla de Honor en el grado de Gran Cruz, la más alta condecoración que ese poder concede. En la sustentación correspondiente, se señala que esa condecoración le es ofrecida “por su destacada contribución a la literatura peruana, por su amplia y fructífera labor periodística en defensa de los derechos humanos y por su intensa actividad a favor de los derechos de los inmigrantes latinoamericanos en el mundo.”
- El domingo 22 de abril de 2012, escribió en "La Primera" de Lima el artículo "Dios y demonio en Accomarca" sobre la violación de Camila de 10 años, la muerte del alcalde, del octogenario Rafael Navarro; la eliminación de la maestra Cecilia Cumpa. La desaparición del violinista Hilario Méndez. Sucedió en Accomarca el 14 de agosto de 1885. Lo dirigió el teniente Telmo Hurado, quien dice que recibió la orden de su jefe José Williams Zapata, y este del comando conjunto. Los 69 andinos y quechuahablantes dinamitados "eran también seres humanos e imágenes de Dios".

Alguna vez, en la década de 1970, por breve pero fructífero tiempo, fue llamado para ocupar el cargo de jefe de Relaciones Públicas de la primera entidad bancaria estatal del Perú, el Banco de la Nación. Entonces, como un moderno rey Midas, todo aquello que emprendía convertía en cultura: exposiciones, conciertos, seminarios y la dirección de la revista de su creación Banca y Cultura.
Dueño de aquella prosa literaria elegante y fluida que sustentan los meritorios reconocimientos internacionales de que ha sido objeto, también se produce con propiedad oratoria cuando improvisa sus charlas. Más de un personaje de su entorno en aquella entidad, tomó acción con nombre propio en una de sus novelas: Sarita Colonia viene volando…

## Producción Literaria
- “El ancho mundo”, novela, Achawata, Lima, 2025 [sobre la vida de Ciro Alegría]
- “Kachkaniraqmi, Arguedas”, novela, Universidad César Vallejo, Lima, 2023 [sobre la vida de J.M. Arguedas]
- Kutimuy Garcilaso!, novela, Universidad César Vallejo, Lima, 2021. Segunda edición ¡Kutimuy Garcilaso!', novela, Axiara editions, Boston, 2021 [sobre la vida del Inca Garcilaso]
- El largo camino de Castilla, novela, Universidad César Vallejo, Lima, 2020. Segunda edición: UCV, Canberra, Australia, 2020. Tercera edición: Axiara editions, Boston, 2020
- La frontera del paraíso, novela, Crisol, libros y más editores, 2018, Lima, Perú. Segunda edición: Axiara editions, Boston 2018.
- Siete noches en California… y otras noches más (cuentos) Lapix editores, Lima, 2018
- César Vallejo’s Season in Hell (novela traducida al inglés por un equipo dirigido por Stephen M. Hart) 1.ª ed.:  Centre of Cesar Vallejo Studies, Londres, University College of London (UCL), Monograph Series 5, marzo de 2015, RU. Segunda edición: Axiara Editions, Estados Unidos, marzo de 2015.
- Vallejo agli inferi (novela, tradujo al italiano Lucía Lorenzini) Axiara Editions, USA, 2014
- Eterno Mateo (novela, tradujo al italiano Cecilia Galzio)

Axiara Editions, USA, 2014.
- Don Tuno, il Signore dei Corpi Astrali (novela, tradujo al italiano Giulia Spagnesi) Ludovica Greta Editore, Florencia 2014.
- La ballata di Dante  (novela, tradujo al italiano Lucia Lorenzini) Baldini & Castoldi, Milán, 2014
- Sarita Colonia viene volando (novela) Summa Ediciones, Lima, Perú, 2014
- Los peces y la vida (cuentos) Summa Ediciones, Lima, Perú, 2014
- Don Tuno, el señor de los cuerpos astrales (testimonio) Summa Ediciones, Lima, Perú, 2014
- El lucero de Amaya (novela) S.M. Ediciones, Lima, Perú, 2012.
- El último vuelo de Superman (ensayos) Editorial San Marcos, Perú, septiembre de 2012.
- Sarita Colonia viene volando (novela) Fondo Editorial de Lumina, Cajamarca, Perú, 2011
- Varias mujeres y un fantasma (relatos) Fondo Editorial de la Universidad Particular Antonio Guillermo Urrelo (UPAGU), Cajamarca, Perú, 2011.
- El veneno de la libertad (Ensayos) Editorial Bruño, Lima, Perú, julio de 2011
- Vallejo en los infiernos (novela, edición comentada) Universidad Particular Antenor Orrego, Trujillo, Perú, 2012.
- El amor de Carmela me va a matar (novela) Fondo Editorial de la Universidad Ricardo Palma, Lima, Perú, 2011
- El amor de Carmela me va a matar (novela) Axiara Editions, USA, mayo de 2010
- Maestro Mateo (novela) SM Ediciones, Lima, Perú, 2009
- ¡Quién no se llama Carlos! (novela) SM Ediciones, Lima, Perú, 2009
- Don Tuno, el señor de los cuerpos astrales (testimonio) Universidad Alas Peruanas, Lima, Perú, 2009
- Florcita y los invasores (relatos) Ediciones El Parque Lector, Trujillo, Perú, 2009.
- Vallejo en los infiernos (novela) Editorial Alfaqueque, Murcia, España 2008
- Vallejo en los infiernos (novela) Universidad César Vallejo, Trujillo, Perú 2007
- El corrido de Dante (novela) Editorial Planeta, Lima, Perú 2008
- El corrido de Dante (novela) Alfaqueque Ediciones, Murcia, España 2008
- La ballata di Dante (novela, traducción al italiano) Gorée Edizioni, Siena, Italia, 2007
- Danteova Balada (novela, traducción al serbio) Editorial Mono i Manjana, Belgrado, Serbia, 2010.
- Dante’s Ballad (novela, traducción al inglés) Arte Público Press, University of Houston 2007
- El corrido de Dante (novela)

Arte Público Press, University of Houston 2006
- La dichosa memoria (ensayos) Editorial Librusa, Lima 2004
- Sarita Colonia viene volando (novela) Ediciones Copé, Lima 2004
- Los sueños de América (relatos) Alfaguara, Perú, 2000. Alfaguara USA 2001, Alfaguara USA 2002, 4 eds.
- Identidad cultural y memoria colectiva en la obra de Isaac Goldemberg (ensayos) Mosca Azul Editores, Lima, 2001: Estudios de crítica cultural, 426 p.
- El correo invisible (ensayos) Libro electrónico, 2000, ensayos y artículos publicados en diversos periódicos y revistas.
- Correo del milenio (ensayos) Ensayos y artículos sobre globalización en el nuevo milenio: Petroperu, Lima, Perú 1999.
- Correo de Salem (ensayos) Mosca Azul Editores, Lima, Perú, 1998.
- Masque de Chaux (traducción) Edición, estudio preliminar y traducción francés- castellano de este libro de Georgette de Vallejo.- Instituto de Estudios Vallejianos, Lima, Perú, 1997
- O Poetry! Oh poesía! (Poetas de Oregón y el Perú). Cuadernos Trimestrales de Poesía, Trujillo, Perú y Western Oregón University, Monmouth, Oregón. Sept. 1997
- Las sombras y las mujeres (relatos) Publicado por Mosca Azul Editores, Lima, Perú, sept. de 1996. 1.ª ed.: 10.000 ejemplares.
- Frontier Woman: La mujer de la frontera (relato en edición bilingüe)

Publicado por "Latinoamericana Editores" Berkeley, mayo de 1995.
- Sarita Colonia viene volando (novela) Mosca Azul Editores, Lima, Perú, Primera edición (2.000 ejemplares): abril de 1990. 2ª ed. (10.000 ejemplares) mayo de 1990.
- El amor se va volando (relatos) Periolibros Editores, Lima, Perú. (150,000 ejemplares) mayo de 1990.
- El tiempo del amor (relatos) Mosca Azul Editores, Lima, Perú. Diciembre de 1984.
- Habla, Sampedro (testimonio) Editorial Argos Vergara, Barcelona, España, diciembre de 1979.
- Identificación de David (novela) Edit. Universo, Lima, Perú, 1974.
- Batalla de Felipe en la casa de palomas (relatos) Editorial Losada, Buenos Aires. Argentina, 1970.
- Los peces muertos (relatos) Editorial Casa de la Poesía. Trujillo, Perú, marzo de 1964.

## Premios literarios y honores académicos

### Premios literarios
- Premio Latino Internacional de Novela 2007, Nueva York. Su novela El corrido de Dante fue considerada como la mejor novela escrita en español en los Estados Unidos durante ese año. El segundo premio fue otorgado a las novelistas Gioconda Belli e Isabel Allende.
- Nominado al Premio Literario IMPAC Dublín 2009 por su novela El corrido de Dante. Este premio es el más importante del mundo para obras escritas o publicadas en inglés.
- Premio Memoria Cultural 2007, Miami, Estados Unidos. Por el impacto de su novela El corrido de Dante en el conocimiento del problema de los inmigrantes en los Estados Unidos.
- Premio Pastega 2006 de Excelencia en la Investigación Académica y la Creatividad. Otorgado por Western Oregón University, Estados Unidos.
- Premio Latino de Literatura 2001 otorgado por el Instituto de Escritores latinoamericanos de los Estados Unidos, 2001, New York.
- Premio El Cairo, Instituto Cervantes: otorgado al escritor con mejor tarea de difusión del español en un país no hispanoparlante, 2002, El Cairo, Egipto
- Premio Internacional de Relato JUAN RULFO otorgado en París por el Centro Cultural de México, Radio France, Le Monde Diplomatique. Este premio es considerado como el más importante que se da al cuento en idioma español.- diciembre de 1998.
- Premio Nacional de Fomento a la Cultura "Ricardo Palma .- Instituto Nacional de Cultura y Ministerio de Educación del Perú, 1969.
- Primeros premios en los Concursos Nacionales de Cuento de la Municipalidad de Lima, 1984 y 1982.
- Primer Premio del Concurso Nacional de Novela Editorial Universo, Lima, 1973.
- Finalista en el Concurso Internacional de Novela, Editorial Barral, Barcelona, 1972. El jurado estuvo constituido por Gabriel García Márquez, Mario Vargas Llosa, Julio Cortázar y Carlos Barral.
- Primeros premios en los concursos nacional de cuento Festival de la primavera de Trujillo, Perú, 1970 y 1964.
- Primeros premios en los Juegos Florales de las universidades de Trujillo y San Marcos, en su época de estudiante.

### Honores académicos
- Miembro de número de la Academia Peruana de la Lengua. (2024)

- Miembro de número de la Academia Norteamericana de la Lengua Española (ANLE) y correspondiente de la Real Academia Española. (2015)

- Medalla de Honor del Congreso del Perú en el Grado de Gran Cruz, el más alto honor que el poder legislativo concede. Nov. 2009.

- Miembro correspondiente de la Academia de la Lengua del Perú desde 2004

- Doctor Honoris Causa: Universidad Ricardo Palma, Lima, Perú, 2015

- Doctor Honoris Causa: Universidad de San Pedro, Chimbote, Perú, 2011.

- Doctor Honoris Causa: Universidad Privada Guillermo Urrelo, Cajamarca, Perú, 2011.

- Doctor Honoris Causa: Universidad Nacional de Trujillo, Perú, 2011.

- Doctor Honoris Causa: Universidad Particular Antenor Orrego, Trujillo,   Perú, 2010.

- Doctor Honoris Causa: Universidad Nacional de Cajamarca, Perú, 2002

- Doctor Honoris Causa: Universidad Tecnológica del Perú, 2012.

- Colaborador de Honor Universidad de Oviedo, 2006.

- Profesor Honorario y Distinguido: Universidad Particular Antenor Orrego, Trujillo, Perú, 2002.

- Profesor Honorario y Distinguido: Universidad de Trujillo,Trujillo, Perú, 2003.

- Profesor Honorario y Distinguido: Universidad Privada del Norte, Trujillo, Perú, 1995.

- Homenaje en la sede del International Monetary Fund.- Como autor líder en la literatura de la inmigración a los Estados Unidos. Presentado por Marie Arana, Directora del Suplemento de libros del Washington Post, 2006.

- Conferencista principal: Conferencia sobre inmigración “Cambio de colores en Missouri”, University of Missouri, Columbia, marzo del 2002.

- Conferencista principal: Segunda Conferencia Internacional de Peruanistas, Harvard University y la Universidad de Sevilla.

- Homenaje al escritor de la inmigración, Dept. of Romance Langs. & Lits. Universidad de Harvard, 2004

- Homenaje al autor de la Ballata di Dante, Universidad de Siena, 2008.